# Пал Ковач
Пал Ковач (угор. Kovács Pál, 17 липня 1912 — 8 липня 1995) — угорський фехтувальник на шаблях, 6-разовий олімпійський чемпіон і 10-кратний чемпіон світу. Кавалер Срібного Олімпійського ордена (1984).

## Біографія
У 1930 році вступив на факультет економіки Угорського королівського університету, але в наступному році перевівся до Військової академії «Людовіка», яку закінчив в 1935 році, отримавши чин лейтенанта.
Починав свою спортивну кар'єру як фахівець з бар'єрного бігу, але незабаром переключився на фехтування. Став чемпіоном Олімпійських ігор 1936 року в складі команди Угорщини, а також чемпіоном світу 1937 року в особистій першості і чемпіоном світу 1933 і 1937 років у командній першості.
В кінці Другої світової війни два роки провів в полоні, потім був технічним директором на заводі Ganz-Mávag. Після цього повернувся в спорт. Чемпіон Олімпійських ігор 1952 року в особистих змаганнях, чемпіон Ігор 1948 1952 1956 і 1960 років в командних змаганнях. Чемпіон світу 1953 року в особистій першості і чемпіон світу 1951, 1953, 1954, 1955, 1957 і 1958 років у командній першості.
Після відходу зі спорту був віце-президентом (1963—1968), а потім президентом Угорської федерації фехтування. З 1968 року працював в НОК Угорщини. У 1968—1980 роках був членом виконкому, в 1980—1988 роках — віце-президентом Міжнародної федерації фехтування (з 1988 року до самої смерті був почесним віце-президентом). У 1989 році був нагороджений Кубком Робера Фейеріка «за відданість фехтування і багаторічну самовіддану працю на посаді президента МФФ».
Двоє синів Пала Ковача — Аттіла Ковач і Тамаш Ковач — також брали участь в Олімпійських іграх, спеціалізуючись в фехтуванні на шаблях, як і їх батько. Тамаш завоював дві бронзові медалі на Іграх 1968 і 1972 рр. в командній першості.

## Пам'ять
В даний час в Будапешті щорічно проводиться фехтувальний турнір на честь Аладара Геревіча, Пала Ковача і Рудольфа Карпати, які завоювали для своєї країни 19 золотих олімпійських медалей.

## Виступи на Олімпіадах
| Олімпіада      | Дисципліна      | Місце |
| -------------- | --------------- | ----- |
| Берлін 1936    | шабля, командні | 1     |
| Лондон 1948    | шабля, особисті | 3     |
| Лондон 1948    | шабля, командні | 1     |
| Гельсінкі 1952 | шабля, особисті | 1     |
| Гельсінкі 1952 | шабля, командні | 1     |
| Мельбурн 1956  | шабля, особисті | 6T    |
| Мельбурн 1956  | шабля, командні | 1     |
| Рим 1960       | шабля, командні | 1     |